# NGC 1671
NGC 1671 este o galaxie lenticulară situată în constelația Orion. A fost descoperită în 2 octombrie 1886 de către Lewis A. Swift.